# Gare de Hegra
La gare de Hegra est une gare ferroviaire de la Meråkerbanen située dans la commune de Stjørdal. Elle fut ouverte en 1881, la même année que la ligne. La gare a aujourd'hui le statut de halte ferroviaire, elle abrite une galerie et un café.

## Situation ferroviaire
Établie à 18.2 m d'altitude, la gare se situe à 42.2 km de Trondheim.

## Service des voyageurs

### Accueil
La gare est équipée d'un parking de 15 places et d'une aubette.

### Desserte
La gare est desservie par deux trains (un le matin et un le soir) en direction de Storlien et par deux autres en direction de Heimdal.